# Tequesta (miejscowość)
Tequesta – wieś w Stanach Zjednoczonych, w stanie Floryda, w hrabstwie Palm Beach.